# Bố của Simon
Bố của Simon (tiếng Pháp: Le Papa de Simon) là một truyện ngắn của nhà văn người Pháp Guy de Maupassant, được ra mắt lần đầu tiên vào năm 1879. Truyện này đã được đưa vào giảng dạy vào sách giáo khoa ngữ văn lớp 9, 8 tập 2. 
Với truyện ngắn này, Maupassant được trả nhuận bút 16 centime cho một dòng. Trong khi đó, Gustave Flaubert đã từng từ chối lời đề nghị 30 centime một dòng của tờ báo này.

## Tóm tắt nội dung
Truyện viết về cậu bé Simon (phiên âm: Xi-mông). Mẹ của cậu là Blanchotte (phiên âm: Blăng-sốt) bị một người đàn ông lừa dối rồi sinh ra Simon. Vì thế, dưới con mắt mọi người, cậu bé Simon không có bố. Khi mới đến trường, cậu bị đám bạn chế giễu là không có bố. Cậu cảm thấy xấu hổ, đau đớn và buồn bã.
Cậu bé muốn ra bờ sông tự tử nhưng tình cờ lại gặp được một bác thợ rèn tên Philippe Remy (phiên âm: Phi-líp Rê-mi). Bác thợ rèn hỏi thăm, muốn giúp em nên đã hứa sẽ cho em một ông bố. Không ngờ Simon tin tưởng và dẫn ông về gặp mẹ của mình . Trước yêu cầu tha thiết của Simon, bác Philippe phải nhận làm bố để Simon yên lòng. Từ việc đùa để an ủi Simon, Philippe nghiêm túc cầu hôn Blanchotte và họ trở thành một gia đình hạnh phúc. Hiện nay nó đã được thêm vào chương trình Ngữ Văn 8. Đoạn trích kể về việc Xi-mông đang định nhảy xuống sông tự tử do bị bạn đánh vì không có bố.